# Yegyi
Yegyi är en kommun i Myanmar.   Den ligger i regionen Ayeyarwady, i den södra delen av landet, 290 km söder om huvudstaden Naypyidaw. Antalet invånare är 194 920.